# Mama's Affair
Mama's Affair er en amerikansk stumfilm fra 1921 af Victor Fleming.

## Medvirkende
- Constance Talmadge som Eve Orrin
- Effie Shannon som Mrs. Orrin
- Kenneth Harlan som Dr. Harmon
- George Le Guere som Henry Marchant
- Katharine Kaelred som Mrs. Marchant
- Gertrude Le Brandt som Bundy